# Nathalie Kovanko
Nathalie Kovanko (13 de septiembre de 1899- 23 de mayo de 1967) fue una actriz cinematográfica ucraniana.

## Biografía
Su verdadero nombre era Natalia Ivánovna Kovanko, y nació en el seno de la familia Kovanko-Fastóvich en Yalta, Ucrania, en aquel momento parte del imperio ruso.
Nathalie Kovanko era la hermana del actor Boris de Fast, y estuvo casada con el director cinematográfico Victor Tourjansky. La pareja se divorció y ella volvió a Ucrania, falleciendo en la ciudad de Kiev en 1967.

## Filmografía
- 1917 : Les Chèvres, de Iván Perestiani
- 1917 : Venez à moi, de Victor Tourjansky
- 1917 : Le Cercle vicieux, de Victor Tourjansky
- 1918 : Balle éternelle, de Victor Tourjansky
- 1918 : La Foire de Sorotchinsk, de Vladislav Starévich
- 1918 : Mirage de mars, de Victor Tourjansky
- 1919 : Irene Negludov, de Victor Tourjansky
- 1919 : Le Péché et la rédemption, de Victor Tourjansky
- 1919 : Obronennaya mechta, de Victor Tourjansky
- 1919 : Mucheniki mola, de Victor Tourjansky
- 1921 : L'Ordonnance (primera versión), de Victor Tourjansky
- 1921 : Les Contes des mille et une nuit I, de Viktor Tourjansky (corto)
- 1921 : Les Contes des mille et une nuit II, de Viktor Tourjansky (corto)
- 1921 : Les Contes des mille et une nuit III, de Viktor Tourjansky (corto)
- 1922 : Nuit de carnaval, de Victor Tourjansky
- 1922 : Le Quinzième prélude de Chopin, de Victor Tourjansky
- 1922 : Jean d’Algrève, de René Leprince
- 1923 : Le Chant de l'amour triomphant, de Victor Tourjansky
- 1923 : Calvaire d'amour, de Victor Tourjansky, con Charles Vanel
- 1924 : La Dame masquée, de Victor Tourjansky
- 1925 : Le Prince charmant,  de Victor Tourjansky, con Jaque Catelain
- 1926 : Michel Strogoff, de Victor Tourjansky, con Iván Mozzhujin
- 1934 : Volga en flammes, de Victor Tourjansky, con Valery Inkijinoff